# Zagorje (gmina Sveti Tomaž)
Zagorje – wieś w Słowenii, w gminie Sveti Tomaž. 1 stycznia 2018 liczyła 73 mieszkańców.